# 小行星7468
小行星7468（7468 Anfimov）是一颗绕太阳运转的小行星，为主小行星带小行星。该小行星于1990年10月17日发现。

## 轨道参数
小行星7468的轨道半长轴为3.0426214 UA，离心率为0.123。